# 死物語
『死物語』（シノモノガタリ）は、西尾維新による青春怪異小説。〈物語〉シリーズの通巻27・28巻目として講談社BOXレーベルにて上下巻が2021年8月に同時刊行された。同一タイトル複数巻構成の作品は、『化物語』『偽物語』『終物語』に続いて本作が四つ目。イラストはVOFANが手掛けている。

## 概要
現代の怪異を描き、『終物語』にて完結し、オフシーズンを経て復活した〈物語〉シリーズ・モンスターシーズンの第五弾にして最終章。
前作『扇物語』に続き、上巻には主人公・阿良々木暦（あららぎこよみ）の大学生生活を描くモンスターシーズンの、第八話「しのぶスーサイド」、下巻には最終話「なでこアラウンド」が収録されている。
予告段階では、「第八話・第九話・最終話 ですとぴあデスティニー ですとぴあデスティネーション ですとぴあデスエデュケーション」というタイトルが発表されていたが、まとめて「第八話 しのぶスーサイド」に変更された。
発売直前の2021年8月17日には、『死物語』刊行記念として二つのプロモーションムービー「西尾維新『死物語』刊行記念PV（出演：花澤香菜・坂本真綾）」と「120秒で分かる＜物語＞シリーズ（脚本：西尾維新／出演：花澤香菜・坂本真綾）」が公開された。いずれも脚本は西尾維新自らが手掛ける。
「しのぶスーサイド」では、大学二年生となった阿良々木暦が、忍野忍（おしのしのぶ）と共に、デストピア・ヴィルトゥオーゾ・スーサイドマスターのもとを訪れる。設定は、新型コロナウイルスによるパンデミックが発生している現代である。本作では暦の大学卒業までが描かれる。
「なでこアラウンド」は、『扇物語』収録の「おうぎフライト」に続くモンスターシーズン「撫子編」の最終章。千石撫子（せんごくなでこ）は、専門家・貝木泥舟（かいきでいしゅう）と斧乃木余接（おののきよつぎ）と共に、洗人迂路子（あらうんどうろこ）との直接対決に向かう。
上巻のパッケージイラストには吸血鬼のマントを身につけた十歳児姿の忍野忍が、下巻には中学校の制服を着た千石撫子が描かれている。モノクロイラストでは、上巻にデストピア・ヴィルトゥオーゾ・スーサイドマスター、下巻に洗人迂路子が描かれている。

## あらすじ

### しのぶスーサイド
国立曲直瀬（まなせ）大学に通う大学二年生の二月、阿良々木暦は忍野忍の盟友・デストピア・ヴィルトゥオーゾ・スーサイドマスターの身に何かが起きているというインスピレーションを頼りに、ヨーロッパの中心に位置するアセロラ王国（仮）に赴くことに。同時に、専門家・影縫余弦（かげぬいよづる）の誘いにより、渡航が可能になる。アセロラ王国（仮）周辺で起きていたのは、不死身の怪異のみを対象とした伝染病「アンチ吸血鬼ウイルス」の蔓延だった。デストピア・ヴィルトゥオーゾ・スーサイドマスターの身に起きた異変、「アンチ吸血鬼ウイルス」の起源を探るべく、暦ら一行は調査に乗り出す。

### なでこアラウンド
専門家の元締め・臥煙伊豆湖（がえんいずこ）の指示により、千石撫子は専門家・貝木泥舟と斧乃木余接と共に、洗人迂路子を調査すべく、沖縄県は西表島に飛行機で向かう。しかし途中で飛行機は墜落し、撫子は無人島らしき砂浜で目覚める。素っ裸で一人サバイバル生活を送る撫子と、洗人迂路子についての真相の究明が描かれる。

## 登場人物
阿良々木 暦（あららぎ こよみ）
本シリーズの主人公。国立曲直瀬大学数学科の二年生。本作で二十歳を迎える。両親は警察官。高校三年生の春休みに吸血鬼となったが、現在はその力の大半が失われており、ほとんど人間に戻っている。
忍野 忍（おしの しのぶ）
金髪金眼で見た目は八歳の幼女。かつて暦を吸血鬼にした女吸血鬼で、現在は暦の奴隷という主従関係を持つ。キスショット・アセロラオリオン・ハートアンダーブレードという600年を生きる怪異の王だったが、現在はその名と力の殆どを失った吸血鬼のなれの果て。本作では、十三歳の姿にパワーアップする。吸血鬼になる前の人間の姿では、アセロラ姫（うつくし姫）として一国を滅ぼすほどの美しさを誇る。
デストピア・ヴィルトゥオーゾ・スーサイドマスター
決死にして必死にして万死の吸血鬼。「死体城」の城主。かつてアセロラ姫の血を吸い吸血鬼化させ、キスショット・アセロラオリオン・ハートアンダーブレードという名前を付けた真祖。一年前に日本を訪れた際には、六歳の幼女の見た目だったが、瀕死状態の現在の姿は枯れ木のよう。
トロピカレスク・ホームアウェイヴ・ドッグストリングス
デストピア・ヴィルトゥオーゾ・スーサイドマスターに血を吸われて吸血鬼になった元人間。かつて「死体城」の雑務を取り仕切った執事。アセロラ姫の呪いによって命を落としたことが、アセロラ姫が吸血鬼になることを決断した直接の要因。
影縫 余弦（かげぬい よづる）
不死身の怪異の専門家。専門家として異端視されている暴力陰陽師。スーサイドマスターとは古い縁を持つ。本作では、暦とともにデストピア・ヴィルトゥオーゾ・スーサイドマスターの監視と「アンチ吸血鬼ウイルス」の真相究明に尽力する。
斧乃木 余接（おののき よつぎ）
死体から作り出された付喪神の童女。影縫余弦の式神。本作では、必殺技「例外のほうが多い規則（アンリミテッド・ルールブック）」で暦と忍を日本からヨーロッパまで運ぶ。前作に付けていた眼帯は外れている。
千石 撫子（せんごく なでこ）
元北白蛇神社の神様。七百一中学校の三年生だが、現在は臥煙伊豆湖に紹介してもらった家に引きこもり漫画家を目指す。描いた漫画を怪異化（式神化）できる能力を持つ。神様の席を降りたあとは、髪型をベリーショートに。本作では、取り残された無人島で砂浜に漫画を描くことで、飛行機事故により海に沈んだ斧乃木余接を復活させる。
貝木 泥舟（かいき でいしゅう）
撫子を蛇神から人間に戻した専門家。かつて撫子やその同級生たちがかかった呪いを売り物にしていた詐欺師。本作では、縁を切られた専門家の元締め・臥煙伊豆湖と復縁を果たすために、洗人迂路子の調査に加わる。
臥煙 伊豆湖 (がえん いずこ)
怪異の専門家の元締め。忍野メメや貝木泥舟といった怪異の専門家達の大学時代の先輩にあたり、何でも見抜いて「何でも知っている」と言ってのける女性。洗人迂路子の母親。
洗人 迂路子（あらうんど うろこ）
本名、臥煙雨露湖（がえん うろこ）。臥煙伊豆湖の十五歳の実の娘。もともと撫子にかかった蛇の呪いを放った張本人。見た目は母の臥煙伊豆湖にそっくり。四肢が鱗でびっしり覆われている。沖縄県の西表島に本拠地を構える。
臥煙 遠江 (がえん とおえ)
臥煙伊豆湖の姉。神原駿河の母。貝木泥舟の家庭教師。駿河が幼い頃に亡くなっている。
忍野 扇（おしの おうぎ）
私立直江津高校の二年生。怪異の専門家・忍野メメの姪。
阿良々木 月火（あららぎ つきひ）
暦のちっちゃいほうの妹。千石撫子の親友。
遠吠 哭奈（とおぼえ なくな）
七百一中学校の三年生。かつて撫子を呪った同級生。

## 書籍
- 西尾維新（著） / VOFAN（イラスト） 『死物語』 講談社〈講談社BOX〉、全2巻

1. 「上」2021年8月19第1刷発行（同日発売[4]）、ISBN 978-4-06-524454-8
2. 「下」2021年8月19第1刷発行（同日発売[5]）、ISBN 978-4-06-524455-5